# نمذجة مباني رباعية الأبعاد
يشير الاختصار 4D BIM ، لنمذجة معلومات البناء في الأبعاد الرباعية وهو مصطلح مستخدم على نطاق واسع في صناعة التصميم بواسطة الحاسوب CAD ، والذي يشير إلى الارتباط الذكي للمكونات أو المجموعات لعنصر الكاد CAD ثلاثي الأبعاد مع المعلومات المتعلقة بالوقت أو الجدولة الزمنية.   ، ولذا فأن الغرض من استخدام المصطلح 4D هو الإشارة إلى البعد الرابع: الوقت، أي 4D هو ال 3D بالإضافة إلى الجدول الزمني. 
يتيح إنشاء نماذج 4D للمشاركين المختلفين (من المهندسين المعماريين والمصممين والمقاولين إلى العملاء) في أي مشروع إنشائي الحصول على تصور كامل لمدد الأحداث بالمشروع مع عرض تقدم أنشطة البناء خلال عمر المشروع.    ، هذا النهج لنمذجة معلومات البناء المتمركزة في اتجاه تقنية إدارة المشروع تحقق إمكانات عالية للغاية في تحسين إدارة المشروع البناء وتسليمه، طبقا لأي حجم أو مستوى تعقيد.

## لمحة تاريخية
في عام 1998، جادل السير جون إيجان، في تقريره المسمى Rethinking Construction ،  حول أن بعض المبادئ وتقنيات الإدارة يمكن أن تتقاطع بنجاح من صناعات أخرى مثل التصنيع لخدمة متطلبات تسليم المشاريع في صناعة البناء والتشييد، فلقد استشهد تقرير إيجان بـ «باستخدام التكنولوجيا كأداة»:
"أحد المجالات التي نستخدم فيها هذه التكنولوجيا الجديدة لتكون أداة مفيدة للغاية هو تصميم المباني ومكوناتها، وايضا في تبادل معلومات التصميم مع فريق تنفيذ البناء.
وكذلك هناك فوائد هائلة يمكن الحصول عليها من الانتقال من استخدام تكنولوجيا CAD إلى نمذجة المباني تتمثل في التخلص من هدر الوقت وإعادة تكرار العمل على سبيل المثال، وكذلك تبادل المعلومات بسرعة عند حدوث تغييرات في التصميم. فإعادة التصميم يجب أن يتم على الكمبيوتر، وليس على موقع البناء. "
يضيف 4D BIM بعدًا جديدًا (الوقت) إلى الـ CAD ثلاثي الأبعاد أو النمذجة الصلبة، والذي يمكّن من تصوير سلسلة من الأحداث بشكل مرئي على خط زمني تم ملؤه بواسطة نموذج ثلاثي الأبعاد (زيادة مخططات Gantt التقليدية والجداول الزمنية للمسار الحرج (CPM) كثيرا ما تستخدم في إدارة المشاريع).         يمكن مراجعة متواليات البناء كسلسلة من المشكلات باستخدام 4D BIM ، مما يتيح للمستخدمين استكشاف الخيارات وإدارة الحلول وتحسين النتائج. إنه يمكّن من تطوير منتجات البناء، وتنفيذ مشروع تعاوني وشفاف، وإقامة شراكة مع سلسلة التوريد وإنتاج المكونات، ويتماشى مع رؤية Egan: «ينبغي بعد ذلك تحسين التحسين المستمر من خلال استخدام تقنيات للتخلص من النفايات وزيادة القيمة للعميل».
كأسلوب متقدم لإدارة الإنشاءات فأنه يتم استخدام هذه التقنية بشكل متزايد من قبل فرق تسليم المشاريع التي تعمل على مشاريع أكبر.    على سبيل المثال، يتم استخدامها في بناء المشاريع بما في ذلك المباني العالية والجسور والطرق السريعة والأنفاق والحرم الجامعي ومجمعات المستشفيات والسكنية الفاخرة والسكنية والبنية التحتية مثل المحاكم وأنظمة السدود ومحطات الهيدرو لتوليد الطاقة الكهربائية، منشآت التعدين وفي العمليات الصناعية.
عادةً ما يتم استخدام 4D BIM في المشروعات الراقية نظرًا للتكاليف المرتبطة بها،     